# Le Dernier Match
Pour plus de détails, voir Fiche technique et Distribution.
Le Dernier Match (Bang the Drum Slowly) est un film américain réalisé par John D. Hancock, sorti en 1973.

## Synopsis
Deux amis baseballeurs au talent différent mais à l'abnégation commune font front lorsque l'un des deux est touché par une maladie incurable et ses jours sont comptés.

## Fiche technique
- Titre français : Le Dernier Match
- Titre original : Bang the Drum Slowly
- Réalisation : John D. Hancock
- Scénario : Mark Harris (en), d'après sa nouvelle
- Musique : Stephen Lawrence
- Photographie : Richard Shore
- Montage : Richard Marks
- Production : Lois Rosenfield & Maurice Rosenfield
- Sociétés de production : ANJS, Dibs Partnership & Paramount Pictures
- Société de distribution : Paramount Pictures
- Pays de production :  États-Unis
- Langue : Anglais
- Format : Couleur - Mono - 35 mm - 1.85:1
- Genre : Drame
- Durée : 96 minutes
- Dates de sortie : 
  - États-Unis : 26 août 1973
  - France : 5 juillet 1978[1]

## Distribution
- Michael Moriarty : Henry Wiggen
- Robert De Niro : Bruce Pearson
- Vincent Gardenia : Dutch Schnell
- Phil Foster : Joe Jaros
- Ann Wedgeworth : Katie
- Barbara Babcock : La propriétaire du club
- Maurice Rosenfield : Le propriétaire du club
- Marshall Efron : Bradley
- Danny Aiello : Horse
- Patrick McVey : Le père de Bruce
- Tom Ligon : Piney Woods
- Heather MacRae : Holly Wiggen

## Distinction

### Nomination
- Oscars
  - Meilleur acteur dans un second rôle pour Vincent Gardenia